# Veľký Biel
Veľký Biel, do roku 1948 Maďarský Bél (maďarsky Magyarbél), je obec na Slovensku v okrese Senec. Leží cca 2 km jihozápadně od Sence. Žije zde přibližně 3 000 obyvatel. Při sčítání lidu v roce 2011 zde žilo 65,76 osob slovenské národnosti a 30,47 osob maďarské národnosti. 

## Části obce
- Veľký Biel
- Malý Biel

## Historie
První písemná zmínka o obci pochází z roku 1209. V roce 1960 byla obec sloučena s obcí Malý Biel, která se tak stala částí obce Veľký Biel. První písemné zmínky o obcí Malý Biel pocházejí z roku 1323. Historické názvy obce Malý Biel byly Minor Beel a Németbél.
1. února 2010 byl v obci otevřen domov důchodců.[zdroj⁠?!]

## Pamětihodností
- Barokní zámek – architekt: Anton Erhard Martinelli.[4]

## Doprava
Nedaleko obce vede slovenská dálnice D1. Přes obec vede železniční trať Bratislava–Štúrovo – v obci je zastávka.

## Partnerská obec
- Szany, Maďarsko